# 木曾岬町
木曾岬町（日语：／ Kisosaki chō */?）是位於日本三重縣北部的行政區劃，其轄區位於木曾三川河口的東岸，其東側與愛知縣相鄰，西側以木曾川與為同為三重縣的桑名市的相隔，在河上有木曾川大橋可以相接。
番茄為町內的特產，其產量為全三重縣第一。
轄區南部有一片占地約444公頃的木曾岬圩田為1970年代至1980年代期間所完成，但由於此片區域中在木曾岬町、桑名市與愛知縣彌富市之間行政區劃歸屬仍有爭議，長期以來一直未能進行開發。

## 人口
| 木曾岬町人口分布圖 |                                                 |  |
| 木曾岬町與日本全國年齡別人口分布比較圖 （2005年資料） | 木曾岬町的年齡、男女別人口分布圖 （2005年資料） |  |
| ■紫色是木曾岬町 ■綠色是全国 | ■藍色是男性 ■紅色是女性                         |  |
| 木曾岬町人口變化 \| 1970年 \| 3,358人 \| \| \| 1975年 \| 4,097人 \| \| \| 1980年 \| 4,986人 \| \| \| 1985年 \| 6,307人 \| \| \| 1990年 \| 7,167人 \| \| \| 1995年 \| 7,231人 \| \| \| 2000年 \| 7,172人 \| \| \| 2005年 \| 6,965人 \| \| \| 2010年 \| 6,855人 \| \| \| 2015年 \| 6,357人 \| \| \| 2020年 \| 6,023人 \| \| |                                                 |  |
| 資料來源：日本總務省統計中心提供之人口普查數據 |                                                 |  |
| 1970年 | 3,358人                                         |  |
| 1975年 | 4,097人                                         |  |
| 1980年 | 4,986人                                         |  |
| 1985年 | 6,307人                                         |  |
| 1990年 | 7,167人                                         |  |
| 1995年 | 7,231人                                         |  |
| 2000年 | 7,172人                                         |  |
| 2005年 | 6,965人                                         |  |
| 2010年 | 6,855人                                         |  |
| 2015年 | 6,357人                                         |  |
| 2020年 | 6,023人                                         |  |

## 歷史
現在的木曾岬町轄區大多為江戶時代期間在木曾三川河口產生的河川新生地，在江戶時代末期大部分區域都是屬於長島藩，不過也有少部分區域是屬於幕府直屬的領地。19世紀末明治維新後，曾先後隸屬笠松縣、度會縣、長島縣，直到1872年的第一次府縣整併後才全數劃入安濃津縣，安濃津縣在三個月後即更名為三重縣。
1889年日本實施町村制，桑名郡下位於木曾三川東岸的區域被劃設為木曾岬村，由於是三重縣內唯一位於木曾川以東的區域，在地緣上與同樣位於木曾川以東的愛知縣彌富市往來較為便利，因此在1950年代的昭和大合併期間村議會曾在1956年決議與東側的愛知縣彌富町合併，但由於跨縣合併需要雙方縣議會的同意，此項決議在三重縣議會內引起極大的爭議，當時在村內其實也未能達成一致的共識，甚至造成村議會遭到解散，最終在1959年取消此案。
1989年木曾岬村升格改制為木曾岬町。
2000年代日本政府推動平成大合併，三重縣政府原先規劃木曾岬町與同樣位於木曾三川河口的桑名市、長島町、多度町整併，木曾岬町雖然知道跨縣合併的難度很高，但仍希望未來能夠繼續保有與愛知縣彌富町合併的機會，因而退出三重縣政府所規劃的合併案，仍維持獨立行政區劃至今。

## 交通
轄內沒有鐵路經過，距離最近的鐵路車站市位於彌富市的近鐵彌富車站，可再轉乘彌富町的社區巴士木曾岬町自主運行巴士進入町內。
伊勢灣岸自動車道通過轄區南部的木曾岬圩田，並設有彌富木曾岬交流道，不過該交流道只能由彌富市方向進出，無法直接進入町內。

## 觀光資源
在與彌富市交界處的鍋田川河堤旁的町道鍋田川線在長約4公里的範圍內種植了約1,500棵櫻花，因此木曾岬町每年四月會在此舉辦櫻花季。

## 教育

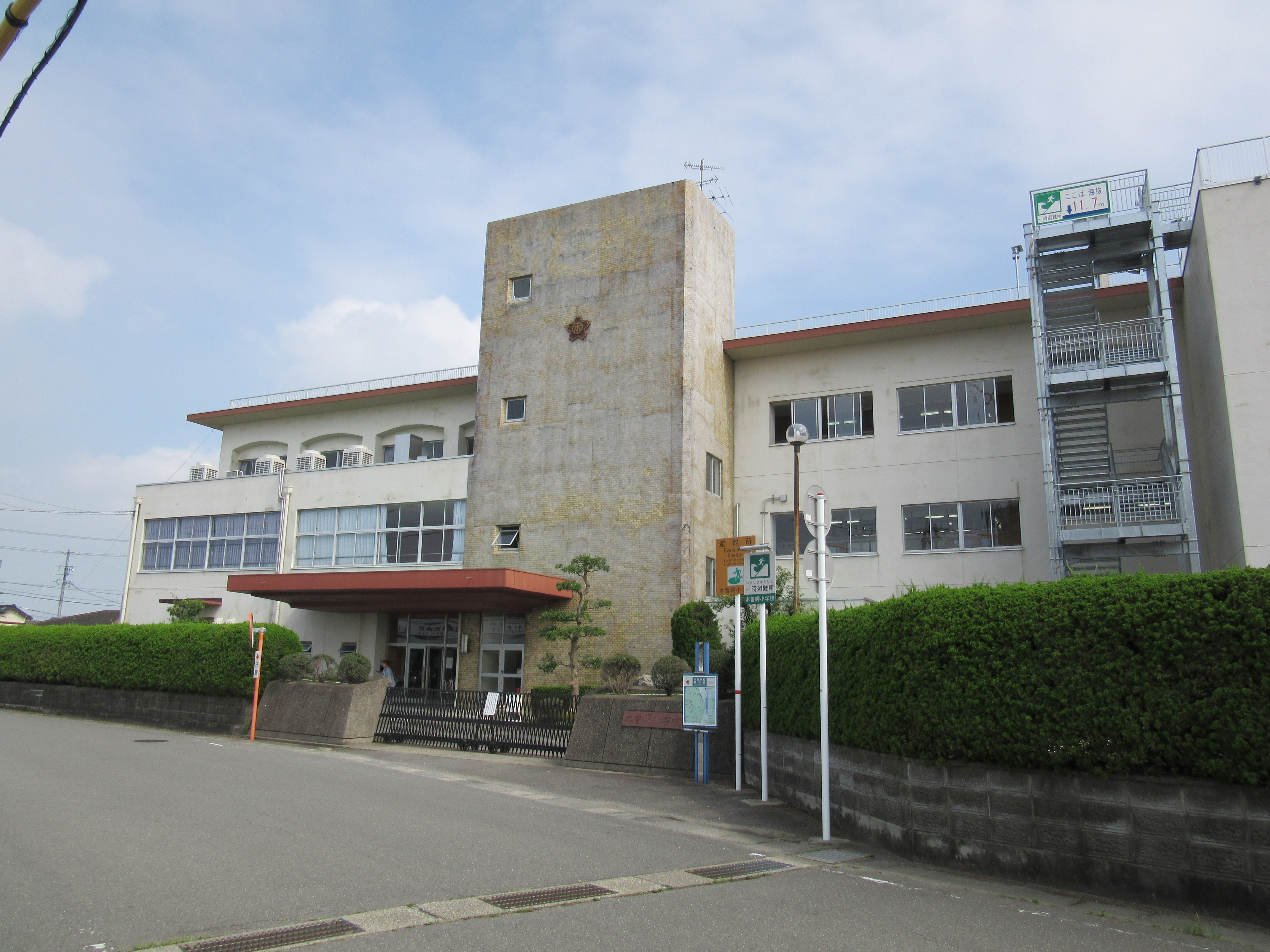
木曾岬小學校

町內只有木曾岬町立木曾岬小學校和木曾岬中學校兩所學校，並沒有設立高中。